# Luis Fernando Álvarez Jaramillo
Luis Fernando Álvarez Jaramillo (Medellín, siglo XX) es un jurista colombiano.  
Ha sido magistrado de la Sala Constitucional de la Corte Suprema de Justicia de Colombia y del Consejo de Estado de Colombia.  

## Biografía
Álvarez Jaramillo recibió el título de Doctor en Derecho y Ciencias Políticas de la Universidad Pontificia Bolivariana, de Medellín, universidad donde cursó posgrados en Derecho Administrativo. Estudió un diplomado en Derecho Constitucional en la Academia Internacional de Derecho Constitucional, y es Master y Doctorando en Ciencias Políticas y Administrativas de la Universidad de Louvain, Bélgica. 
Ha sido Asesor Jurídico del Ministerio de Gobierno para Asuntos Constitucionales, del Departamento de Antioquia para el análisis constitucional de proyectos de leyes, del municipio de Medellín en programas de contratación estatal en el proyecto Centro Cultural Ciudad Botero y en el proceso de concesión para la operación del Metro.Ponente ante el Congreso Nacional del Código de Procedimiento Administrativo y de lo Contencioso Administrativo. 

### Cargos académicos
Fue decano de la Facultad de Derecho de la Universidad Pontificia Bolivariana (2002- 2005 y 2013-2019) y coordinador académico del Posgrado en Derecho Administrativo de la misma. Es también profesor en varias universidades, entre las cuales se encuentran la Pontificia Bolivariana, la Santo Tomás, el Colegio Mayor de Nuestra Señora del Rosario y la Universidad Libre (varias seccionales). Coordinador del Postgrado en Derecho Administrativo de la Universidad San Buenaventura de Cali. Ha sido conferencista en Derecho Constitucional y Administrativo en varias entidades públicas y privadas, como el Departamento de Antioquia, el Municipio de Medellín; la Universidad del Rosario, la Contraloría General de Medellín, el Ministerio de Ambiente, Vivienda y Desarrollo Territorial, la Escuela Judicial Lara Bonilla; Colegio de Jueces de Antioquia, Armenia, y Manizales; Cámara de Comercio de Medellín; Colegio de Abogados de Medellín; Colegio de Abogados de Antioquia; Colegio de Abogados de Cali, entre otros.
Es columnista del periódico El Colombiano. Es coautor de los libros “Nuevo Estatuto Municipal” Librería Jurídica, “Estatuto General de Contratación de la Administración Pública”, el texto sobre Derecho Constitucional de la Academia Colombiana de Derecho Constitucional y “Doce ensayos sobre la Constitución de 1991” Señal Editora. También es cofundador de la Revista “Derecho Público” de Medellín.

### Cargos públicos
En la Rama Judicial, Álvarez Jaramillo se ha desempeñado como Magistrado Auxiliar, Titular, Encargado y Conjuez de la Sala Constitucional de la Corte Suprema de Justicia de Colombia, conjuez de la Corte Constitucional y del Tribunal Administrativo de Antioquia. En febrero de 2010, fue designado presidente del Consejo de Estado, corporación de la que había sido vicepresidente durante el año anterior.
Álvarez Jaramillo se desempeñó como:
• Magistrado Titular Encargado Sala Constitucional, Corte Suprema de Justicia (1987)
• Magistrado Auxiliar de la Sala Constitucional – Corte Suprema de Justicia (1987- 1988)
• Conjuez Sala Constitucional, Corte Suprema de Justicia (1989-1990)
• Conjuez Tribunal Administrativo de Antioquia (1989-2005)
• Conjuez Corte Constitucional (1993-1999) 
• Magistrado del Consejo de Estado (2005-2013) y presidente de la misma corporación (2010-2011)
• Conjuez del Consejo de Estado (2013 a presente)  
• Miembro de la Junta Directiva de EPM (2020)

### Asociaciones
• Miembro Principal de la Comisión Redactora del Código de Procedimiento Administrativo y de lo Contencioso Administrativo 
• Miembro de la Academia Colombiana de Jurisprudencia 
• Miembro de la Asociación Internacional de Exalumnos de la Academia Internacional de Derecho Constitucional 
• Miembro de la Asociación Colombiana de Derecho Constitucional • Miembro de la Asociación de Estudios Administrativos Medellín – ASEAM
• Miembro de la Asociación Antioqueña de Derecho Administrativo